# 甲賀市立信楽中央病院
甲賀市立信楽中央病院(こうがしりつしがらきちゅうおうびょういん)は滋賀県甲賀市にある医療機関である。

## 診療科
出典
- 内科
- 外科
- 小児科

## 交通
信楽高原鉄道 信楽駅から徒歩15分・コミュニティバス(信楽高原バス) 「栄町」下車